# جيم كوبر (صانع الفخار)
جيم كوبر (بالإنجليزية: Jim Cooper)‏ هو صانع الفخار نيوزيلندي، ولد في 1956 في ويستبورت ‏ في نيوزيلندا.